# Ливадийская
Ливади́йская (до 1972 года — Пидан) — одна из главенствующих высот южного Приморья, входит в состав Ливадийского хребта горной системы Сихотэ-Алинь. Самая посещаемая вершина Приморского края.

## География

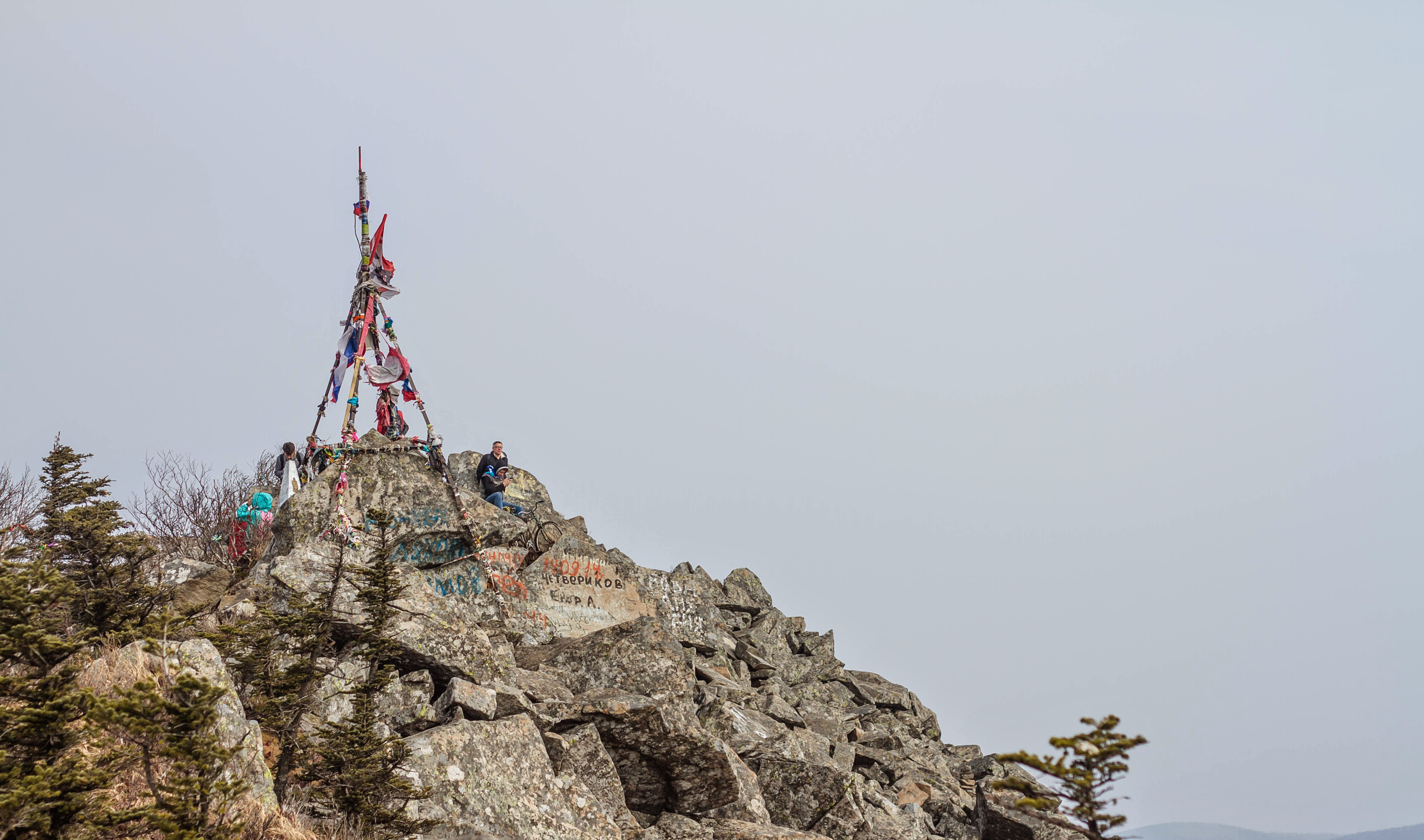
Геодезический знак на вершине

Гора Ливадийская расположена в южном Сихотэ-Алине, является главенствующей вершиной Ливадийского хребта. Через вершину горы проходит граница между Шкотовским и Партизанским районами Приморского края. Высота Ливадийской — 1332,6 метра над уровнем моря. Ближайшая господствующая вершина — гора Макарова в Партизанском хребте. Вся вершина покрыта курумами, перед ней есть небольшая поляна, где можно ставить палатки. Также на вершине есть геодезический пункт.

### Геология
Весь Ливадийский хребет является горстом, ограниченным новейшими и современными разломами. Вершина горы представляет собой интрузию возрастом 98 млн лет, сложенную из крупно- и среднезернистых гранодиоритов.

### Климат
Климат муссонный. Среднегодовая температура воздуха — −1,3 °C; средняя температура января — −20,2 °C, июля — +15,4 °C. Средняя годовая норма осадков — 767 мм; наибольшее количество осадков обычно приходится на июль — сентябрь, а наименьшее на декабрь — февраль.
В среднем заморозки начинаются в начале октября, а оканчиваются в третьей декаде мая; средняя продолжительность безморозного периода — 136 дней. На Ливадийской устойчивый снежный покров держится в среднем 174 дня, устанавливаясь в первой декаде ноября, а разрушаясь с окончанием заморозков в конце мая.
Среднегодовая скорость ветра — 9,4 м/с, при этом Ливадийская является самой ветреной вершиной Приморского края — сильные ветра (более 15 м/с) дуют в среднем 139 дней в году.
| Показатель | Янв.  | Фев.  | Март  | Апр. | Май  | Июнь  | Июль  | Авг.  | Сен. | Окт. | Нояб. | Дек.  | Год  |
| --- | ----- | ----- | ----- | ---- | ---- | ----- | ----- | ----- | ---- | ---- | ----- | ----- | ---- |
| Абсолютный максимум, °C | −2    | +4    | +8    | +18  | +24  | +26   | +30   | +29   | +24  | +17  | +13   | +4    | +30  |
| Средняя температура, °C | −20,2 | −17,2 | −10,4 | −0,8 | +6,3 | +10,9 | +15,4 | +15,2 | +8,9 | +1,6 | −8,5  | −16,5 | −1,3 |
| Абсолютный минимум, °C | −40   | −37   | −31   | −19  | −7   | −3    | +3    | 0     | −6   | −18  | −27   | −35   | −40  |
| Норма осадков, мм | 12    | 8     | 29    | 43   | 55   | 73    | 117   | 170   | 129  | 72   | 43    | 16    | 767  |
| Средняя скорость ветра, м/с | 13,7  | 12,0  | 10,1  | 9,5  | 7,7  | 6,2   | 5,6   | 6,6   | 8,2  | 8,5  | 11,4  | 13,7  | 9,4  |
| Источник: Бровко П. Ф., Берсенев Ю. И., Петренко В. С. и др. Шкотовский район. — Владивосток: Издательство Дальневосточного университета, 2005. — 186 с. — (Приморье: природа и ресурсы). |       |       |       |      |      |       |       |       |      |      |       |       |      |

## Этимология
Неофициальным, но самым распространённым названием горы является старое название — Пида́н, предположительно, китайского происхождения, образовано компонентами: пи — великий, большой; дан — скалы, то есть «Большие скалы». Существует миф, что в переводе с языка чжурчжэней название означает «Камни, насыпанные Богом», это название гора получила благодаря курумам (каменным осыпям), покрывающим значительную площадь склонов, а также непосредственно вершину. Переименовано в 1972 году в рамках кампании по переименованию китайских топонимов на Дальнем Востоке после конфликта на острове Даманский и происходит от находящейся недалеко Ливадии.

## Мифология
О горе существует множество легенд: рассказы о летающем человеке-чудовище с крыльями летучей мыши и человеческим лицом, который пронзительно кричит по ночам; предания о таинственных каменных лабиринтах глубоко в недрах горы, где захоронено тело бога; легенда о мистических каменных стражах Пидана, так называемых маори — высеченных из камня огромных человеческих головах. Одна из них сохранилась до сих пор и известна туристам как «Чёртов палец». На склонах горы можно встретить каменные плиты, уложенные особым образом и походящие на фрагменты защитных валов или каких-то культовых сооружений. Также встречаются каменные дольмены. По другой легенде, гора являлась священной у жрецов государства Бохай, территория которого захватывала и южное Приморье, и на этом список легенд не заканчивается.
Однако учёные указывают, что все легенды являются псевдофольклором — то есть несмотря на приписывание им народного авторства, они имеют вполне конкретных современных авторов.

## Спорт и туризм

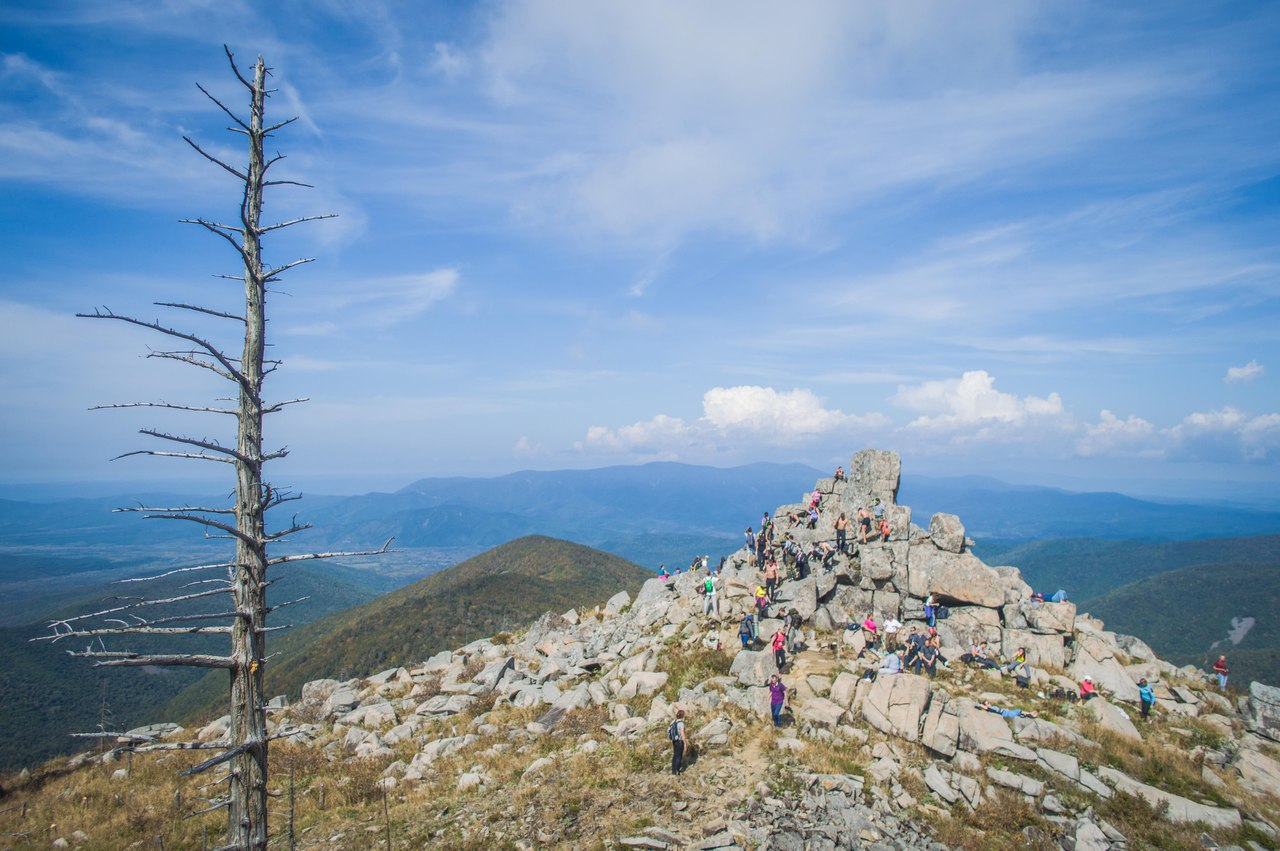
Туристы на подъёме на Пидан

Ливадийская — самая посещаемая вершина Приморского края, обычно во время сезона за выходные на неё поднимается около 1100—1200, а иногда и 2000 человек. По мнению П. Ф. Бровко, уже к 2005 году рекреационная ёмкость Ливадийской была сопоставима с нагрузкой. По мнению А. Сазыкина рекреационная нагрузка на гору превышает норму в 500 раз, а на осенних выходных её посещает до 1700 человек, тогда как в 2002 году поднималось на вершину до 170 человек в сутки, а в 2013 году — до 1000 человек. Для обслуживания туристов было построено несколько турбаз в близлежащих сёлах Анисимовка и Лукьяновка.
Через вершину проходит одна из дистанций чемпионата Приморского края по альпинизму в дисциплине скайраннинг.